# Нарвский плацдарм
Бои на Нарвском плацдарме (Федю́нинский плацдарм, Ауверский плацдарм) — неудачное наступление в феврале-марте 1944 года войск Ленинградского фронта (командующий генерал армии Л. А. Говоров) по расширению плацдарма на западном (левом) берегу реки Нарва, южнее города Нарва, захваченного в ходе Ленинградско-Новгородской операции, и выходе на оперативный простор.
В январе-феврале 1944 г. Ленинградский фронт во взаимодействии с Волховским, 2-м Прибалтийским фронтами и Балтийским флотом разгромил группу немецких армий «Север» под Ленинградом и Новгородом, окончательно освободил от вражеской блокады Ленинград, Ленинградскую область и войсками правого фланга подошёл к территории Эстонии. В ночь на 1 февраля части 109-го стрелкового корпуса (переданного в состав 2-й ударной армии из состава 42-й армии) при поддержке 152-й танковой бригады после артподготовки атаковали и благодаря обходному манёвру взяли штурмом Кингисепп. Несмотря на это арьергардные отряды немецких войск сумели упорной обороной западнее Кингисеппа остановить продвижение советских войск, что позволило основным силам 54-го армейского корпуса и 3-го танкового корпуса СС занять прочную оборону вдоль западного берега реки Нарвы на так называемой оборонительной линии «Пантера».

## Оборонительная линия «Пантера»
Немецкое командование с 1943 года силами военнопленных и гражданского населения возводило по левобережью реки Нарва оборонительную линию «Пантера», являвшейся частью «Восточного вала». Вдоль переднего края шла сплошная линия траншеи полного профиля, за ней — вторая, местами — третья, четвёртая, и т. д. На расстоянии 30-60 метров располагались доты, дзоты, пулемётные гнёзда. Гитлеровское командование считало оборонительный рубеж, построенный на Нарвском перешейке неприступным, заявляло, что на реке Нарове создан «железный барьер», который большевикам не удастся преодолеть. Командование группы армий «Север» указывало на важность удержания оборонительного рубежа на Нарве для сохранения контроля над месторождениями горючих сланцев, из которых получалась сланцевая нефть для нужд германской армии.
Плотность пехоты противника достигала 12-13 тысяч на участок фронта в 2-3 километра. Всего же, на 50 километровом участке фронта, немецкое командование сосредоточило около 100 тысяч солдат и офицеров, более 1500 орудий и миномётов, свыше 100 танков и штурмовых орудий. На близлежащих аэродромах базировалось 180 бомбардировщиков и 220 истребителей. Прорыв этого мощнейшего рубежа продолжался почти семь месяцев.

## Февральские бои на линии «Пантера»

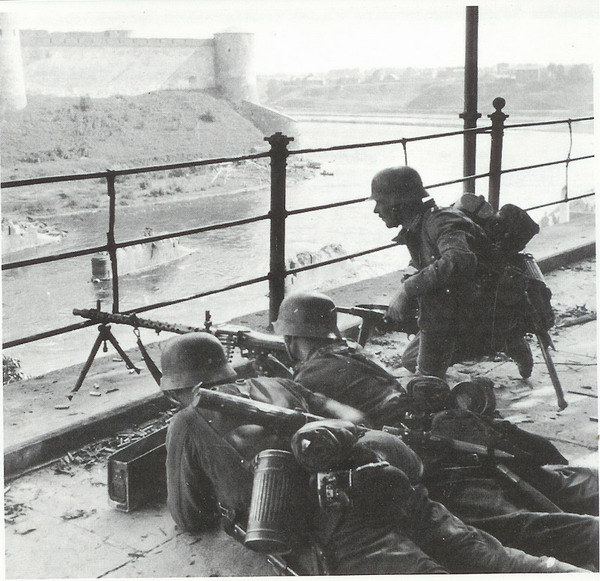

К 3 февраля два корпуса 2-й ударной армии  вышли к реке Нарва. 43-й стрелковый корпус форсировал реку севернее Нарвы и занял на её противоположном берегу два плацдарма; 122-й стрелковый корпус захватил за рекой два плацдарма южнее города. Отбив все контратаки противника, советские части прочно закрепились на плацдармах. Однако, немецким войскам, получившим моторизованную дивизию «Фельдхернхалле» из состава группы армий «Центр» и один полк 58-й пехотной дивизии, удалось удержать в своих руках плацдарм на восточном берегу Нарвы в районе Ивангорода.
11 февраля войска 2-й ударной армии, усиленные 30-м гвардейским стрелковым корпусом, начали новое наступление с целью расширения плацдармов на западном берегу Нарвы, выхода на рубеж Йыхви — Атсалама — Каукси и дальнейшего наступления в направлении Раквере. Немецкие войска, объединённые под единым командованием в оперативную группу «Шпонгеймер» (по фамилии командующего 54-го армейского корпуса Отто Шпонгеймера), готовились защищать границу на реке Нарва до последней возможности.
За несколько дней ожесточённых боёв советские войска сумели добиться лишь локальных успехов. Дальнейшее наступление было остановлено упорным сопротивлением 227-й пехотной дивизии и танковой бригадой СС «Недерланд». На юго-запад от города вели наступление части 109-го и 122-го стрелковых корпусов, которые совместными усилиями сумели продвинуться вперёд на 12 километров, но большего добиться не смогли. Немецкие части 17-й пехотной дивизии, моторизованная дивизия «Фельдхернхалле» и 11-я моторизованная дивизия СС «Нордланд» сумели остановить наступление советских войск на этом направлении.
Попытка советского командования высадить десант у деревни Мерикюла на побережье Нарвского залива в ночь с 13 на 14 февраля завершилась полной катастрофой. Только около 450 человек удалось высадить на берег. Оказавшись без связи и огневой поддержки, небольшой десант был окружён и 16 февраля почти полностью уничтожен.
Ставка ВГК была крайне недовольна неудачей под Нарвой. 14 февраля директивой № 220025 командующему Ленинградским фронтом было приказано не позднее 17 февраля 1944 года взять город Нарву, поскольку «этого требует обстановка как военная, так и политическая».
Получив в подкрепление 124-й стрелковый корпус из резерва фронта и перегруппировав силы, войска 2-й ударной армии вновь перешли в наступление. Ожесточённые бои продолжались до конца февраля, но советским войскам удалось только расширить плацдарм южнее Нарвы до 35 километров в ширину и до 15 километров в глубину. Полностью взломать немецкую оборону и добиться решающего успеха не получилось. Немецкие части оперативной группы «Шпонхаймер» (с 23 февраля — Оперативная группа «Нарва» под командованием Й. Фриснера) сумели отразить все атаки советских войск.
В конце февраля дополнительно ко 2-й ударной армии командующий Ленинградским фронтом с разрешения Ставки ВГК перебросил на нарвское направление 8-ю и 59-ю армии. 22 февраля директивой № 220035 Ставка ВГК поставила широкомасштабную задачу, сосредоточив группировку в 9 стрелковых корпусов, вновь перейти в наступление, взломать немецкую оборону в районе Нарвы и развивать наступление силами одной армии на Пярну, а двумя армиями — на юг в направлении Вильянди — Валга — Тарту — Выру.

## Наступление 59-й армии 1—4 марта

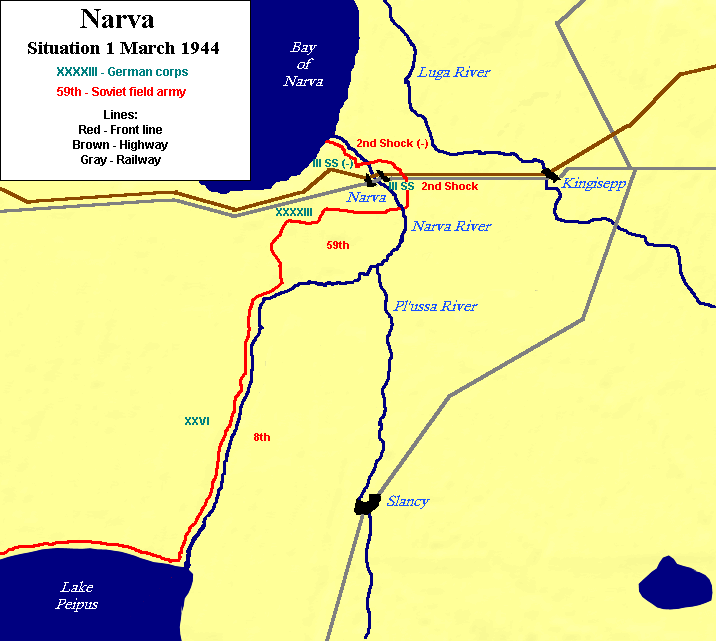
Ситуация на 1 марта 1944 г.

1 марта вновь прибывшая 59-я армия генерал-лейтенанта И. Т Корвникова при поддержке огня 2500 орудий и более 100 танков атаковала 214-ю пехотную дивизию с плацдарма от деревни Кривасоо, в двадцати километрах к юго-западу от Нарвы. Целью атаки была ближайшая рокадная дорога в деревне Куремяэ. После трех дней ожесточенных боев советская армия прорвала оборону и двинулась к шоссе на Йыхви. 59-я армия окружила опорные пункты 214-й пехотной дивизии, а также продолжавших сопротивление эстонских 658-го и 659-го восточных батальонов. Но Коровников задержал наступление, ссылаясь на отсутствие артиллерийской поддержки и нехватку живой силы. Это дало Фриснеру время двинуться всеми доступными силами и остановить наступление советских войск. Потери немцев в этих боях исчислялись тысячами.
2 марта полк 2-й стрелковой дивизии предпринял неудачную попытку внезапной высадки через Чудское озеро у Смольницы, чтобы захватить дорогу вдоль северного берега озера, но был отбит частями 225-й пехотной дивизии, при этом потеряв до 500 человек убитыми, большое количество оружия, в том числе семь орудий.

## Наступление 2-й ударной армии 6—18 марта
6 марта новое советское наступление на Нарву началось с воздушного налета на Нарву и девятикилометровый участок Таллинского шоссе, ведущий к городу. Старый город был сравнен с землей 200 самолётами, сбросившими 3600 бомб, при этом не осталось ни одного здания. На следующую ночь последовал ещё один налет на Ивангородский плацдарм на противоположном берегу реки. Поскольку местных жителей вывезли из двух городов, жертв среди гражданского населения практически не было. Зато немецкие части, оставшиеся в городах, понесли большие потери в личном составе и военной технике.
Утром 8 марта советская авиация и артиллерия 2-й ударной армии нанесли бомбово-артиллерийский удар (было выпущено 100 тысяч бомб и снарядов) по трем ослабленным немецким полкам, оборонявшим город. Затем последовала атака 30-й гвардейского стрелкового корпуса, поддержанного большим количеством танков на 4-ю добровольческую танково-гренадерскую бригаду СС «Недерланд».
11 марта был отдан приказ о мощном штурме руин поместья Лилиенбах в двух километрах к северо-востоку от Нарвы, обороняемого 49-м танково-гренадерским полком СС «Де Рюйтер». После артиллерийской дуэли между 4-й добровольческой танково-гренадерской бригадой СС «Недерланд» и наступающими советскими частями атака переросла в ожесточенный рукопашный бой между советской пехотой и солдатами «Де Рюйтера». После нескольких часов ожесточенных боев 30-й гвардейский стрелковый корпус понес потери и отступил. Говоров принял решение перенести главный удар севернее Нарвы.
Три дивизии 14-го стрелкового корпуса атаковали позиции Эстонской дивизии СС в Сиверцы, в пяти километрах севернее Нарвы. Им была передана артиллерия советского Эстонского стрелкового корпуса. Впервые эстонцы столкнулись с эстонцами в бою. На советской стороне были установлены громкоговорители, призывающие эстонцев переходить на другую сторону.
К 17 марта после массированного обстрела позиций Эстонской дивизии советским войскам удалось создать плацдарм на западном берегу реки в восьми километрах к северу от Нарвы. При поддержке артиллерии III германского танкового корпуса СС эстонские пулемётчики, расположенные вдоль берега, к следующей ночи очистили плацдарм. Три дивизии 14-го стрелкового корпуса понесли серьёзные потери.

## Наступление 59-й армии 17—24 марта
Одновременно с наступлением 2-й ударной армии 17 марта шесть дивизий, бронетехника и артиллерия советского 109-го стрелкового корпуса и вновь переброшенного 6-го стрелкового корпуса атаковали ослабленную 61-ю пехотную дивизию, оборонявшую железнодорожную станцию Аувере. Целью наступления был штаб корпуса на Ластекодумяги у Таллиннского шоссе в пятнадцати километрах западнее Нарвы. Оборона 162-го гренадерского полка, построенная в виде ряда постов между холмами и железной дорогой, была подавлена массированным подготовительным артиллерийским огнем и атакой с воздуха. Советский 930-й полк прорвал истонченную линию обороны 61-й стрелковой дивизии и вышел к железной дороге, продвигаясь к немецкому штабу, но благодаря вводу в бой двух танков «Тигр» атаку советской пехоты удалось отбить.
22 марта 61-я пехотная дивизия отразила десять атак советских войск.

## Результаты наступления
К концу месяца ввиду начавшегося таяния снегов, бездорожья и больших потерь активные боевые действия на плацдарме прекратились. В это время плацдарм имел по фронту 50 и в глубину 15 километров. Армии Ленинградского фронта были обескровлены и потеряли готовность к более крупным операциям. Потери убитыми и ранеными составили около 150 000 военнослужащих. 24 марта Говоров обратился в Ставку за разрешением перейти к обороне. В свою очередь, Группа армий «Нарва» потеряла около 30 000 человек.

## Последующие события

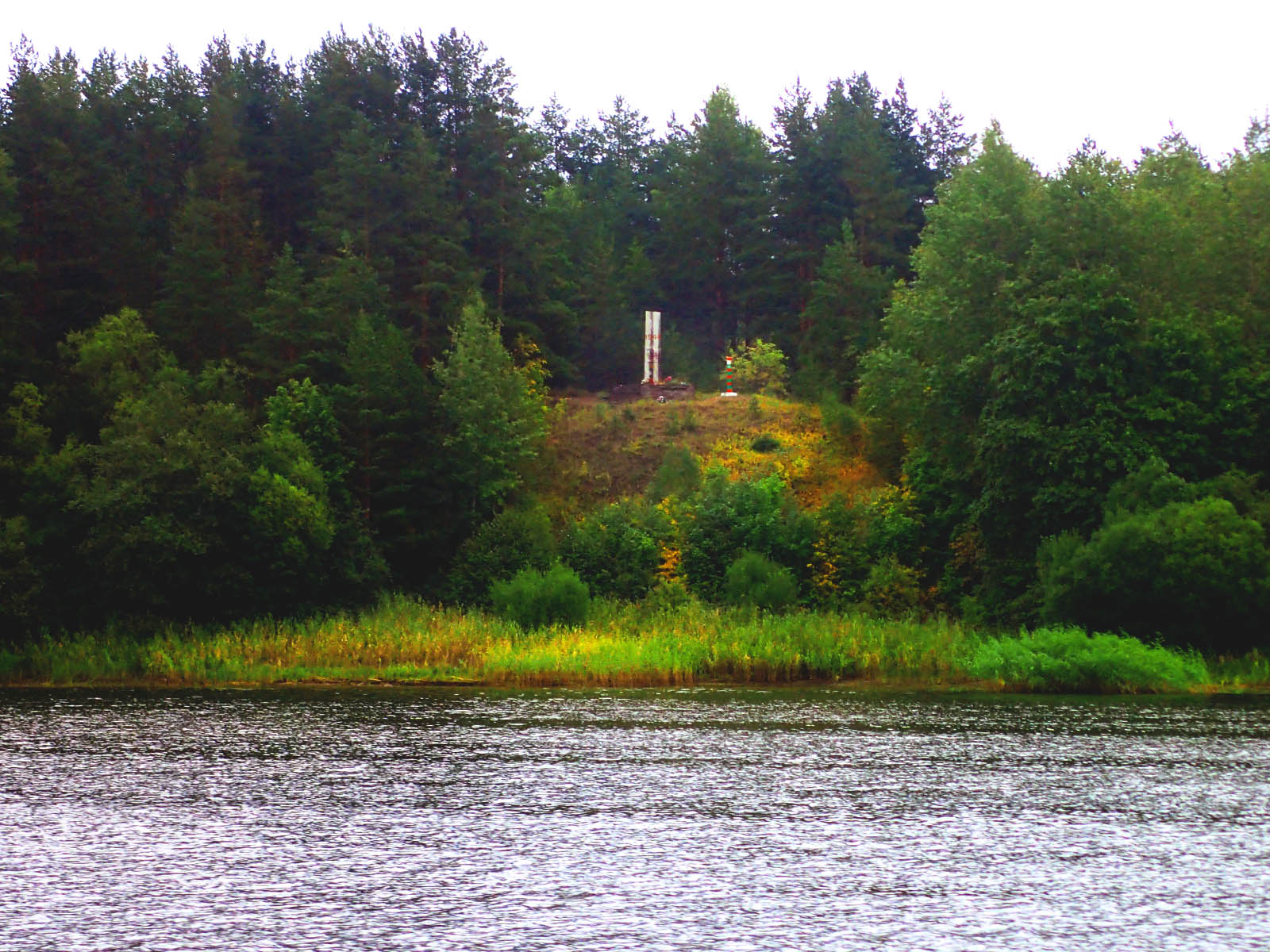
Памятник на месте командного пункта генерала Федюнинского 1944 года на левом берегу реки Нарва

Значение плацдарма было велико, поскольку продвижение наших войск к побережью Финского залива и далее по территории Эстонии влияло на дальнейшее участие в войне Финляндии. Поэтому обе стороны готовились к дальнейшей борьбе за него. В начале апреля 1944 года командующий войсками Ленинградского фронта генерал армии Л. А. Говоров возложил задачу обороны Нарвского плацдарма на войска 8-й армии (командующий генерал-лейтенант Ф. Н. Стариков), приказав создать прочную оборону. Было решено построить два рубежа обороны на плацдарме и предмостное укрепление перед переправами на него в районе сёл Криуши и Усть-Жердянка, а также тыловой рубеж обороны по реке Нарва на самый неблагоприятный случай. Были построены сплошные рубежи обороны, установлено свыше 18 000 мин, организована система многослойного артиллерийского огня, на плацдарме построено большое количество дорог, гатей и укрытий для войск, до 800 дотов. Численность войск на плацдарме была доверена до 11 стрелковых дивизий, 4 артиллерийские бригады, несколько артиллерийских, миномётных и танковых полков.
Немецкое командование армейской группы «Нарва» (командующий генерал-полковник Ганс Фриснер) к середине апреля 1944 года сосредоточило вокруг плацдарма 8 дивизий. Для операции по ликвидации плацдарма оно создало 2 ударные группировки. В главную (северную) группу входили 61-я и 170-я пехотные дивизии и моторизованная дивизия «Фельдхернхалле», её резерв составляли 227-я, 58-я и 122-я пехотные дивизии. Пополнив свои дивизии до 10 000 человек каждая и подтянув части усиления, немецкое командование намеревалось полностью ликвидировать Нарвский плацдарм.
Утром 19 апреля 1944 года немецкие войска перешли в наступление. Сразу же завязались упорные бои. Прорвать советскую оборону немцам не удалось, сражение сразу же свелось к её «прогрызанию» в условиях лесисто-болотистой местности. Потеряв до 70 танков, 23 апреля немцы прекратили наступление. Результатом стало вклинивание в советскую оборону от 1,5 до 2 километров. По сути, вермахту удалось только отодвинуть линию фронта на рубеж, исключающий обстрел прямой наводкой железную дорогу Нарва — Таллин. 24 и 25 апреля в ряде контрударов советские войска частично восстановили прежнее положение.
24 июля 1944 года ударом с Нарвского плацдарма войска 8-й армии начали Нарвскую операцию, в результате которой было нанесено поражение нарвской группировке противника, освобожден город Нарва, значительно расширен плацдарм на левом берегу Нарвы и улучшено оперативное положение для последующего удара в целях освобождения Прибалтики.